# Bronze de fòsfor

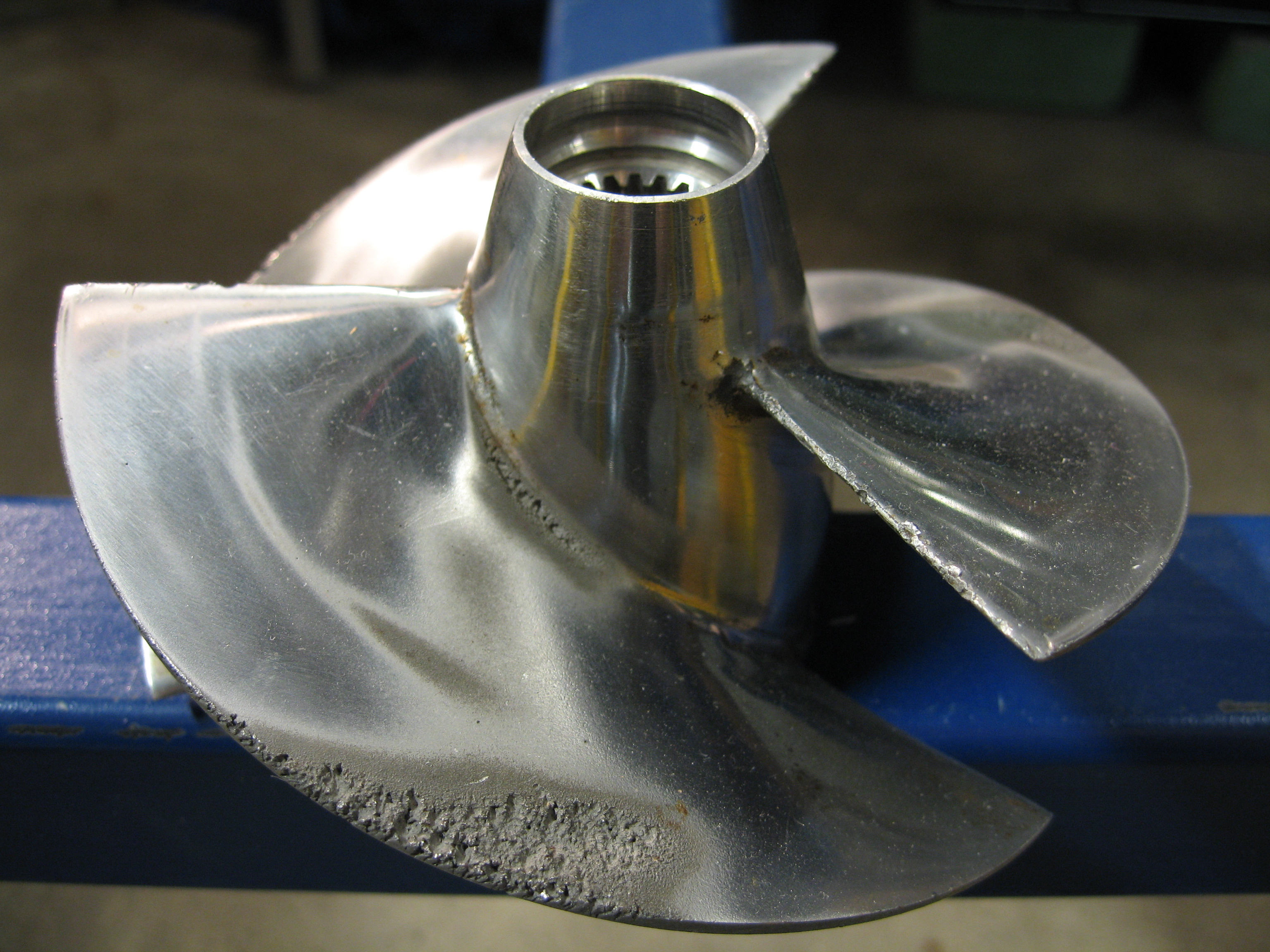
Hèlix d'embarcació fabricada en bronze de fòsfor

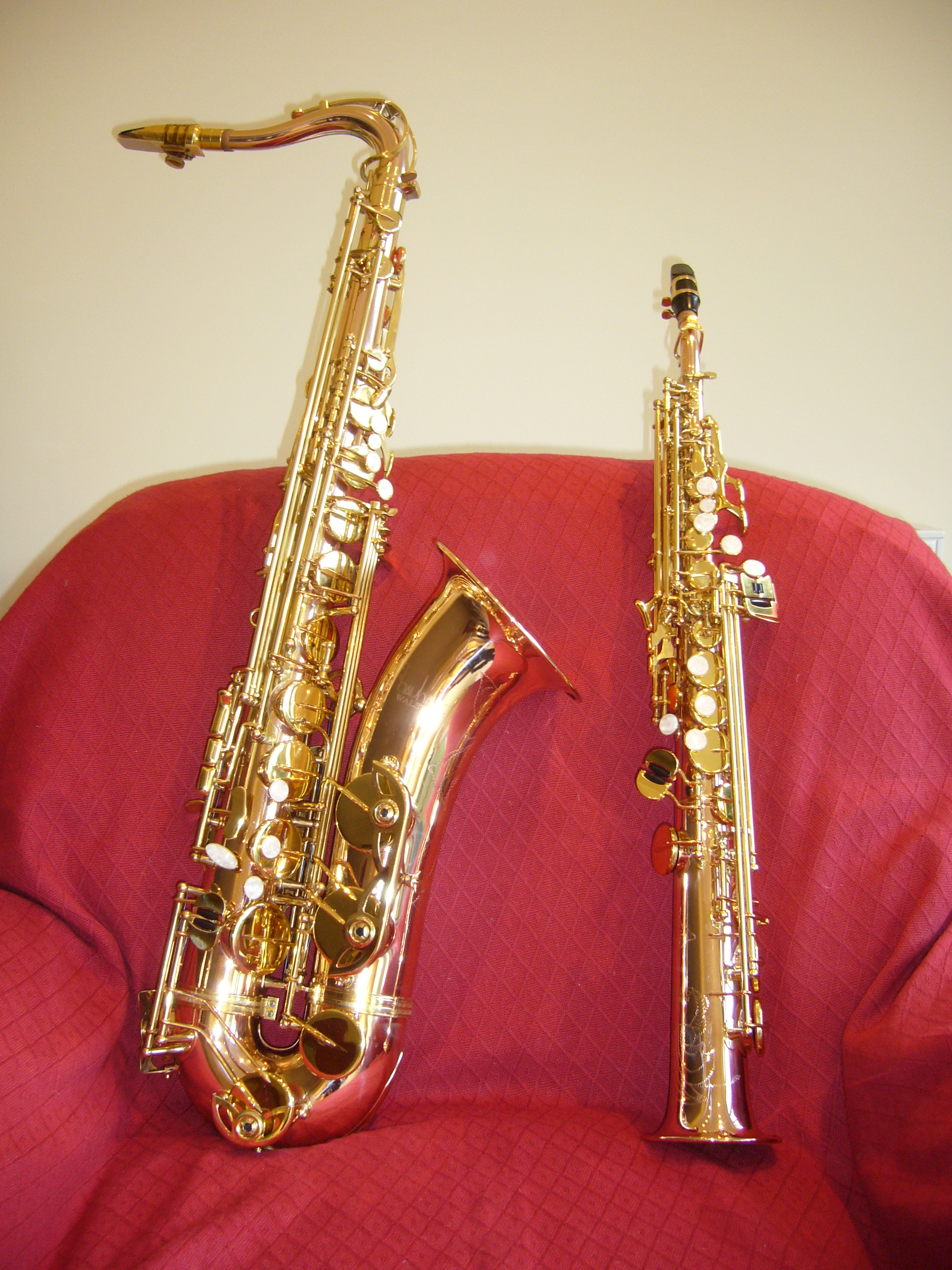
Saxos construïts amb bronze de fòsfor

El bronze de fòsfor és un aliatge del grup dels bronzes amb 90-95% de coure, Cu, un 5-10% d'estany, Sn, i un petit tant per cent de fòsfor, P, que actua com a antioxidant, n'augmenta la ductilitat i permet que pugui ésser filat molt fi i teixit. És un aliatge força elàstic, emprat en la fabricació de molles, malles metàl·liques, instruments musicals de vent, cordes per a guitarres, etc.